# 氷川きよし
氷川 きよし（ひかわ きよし、1977年〈昭和52年〉9月6日 - ）は、日本の歌手。レコード会社は日本コロムビア。KIIZNA所属。

## 来歴
福岡県福岡市南区出身。福岡市立大楠小学校・福岡市立高宮中学校卒業。
少年時代は内気な性格であったが芸能界に興味があり、芸能コースのある福岡第一商業高等学校に進学。80歳近い教師の依頼を受け、同情心から演歌を歌うようになる。すると、地元福岡のカラオケ大会で全勝。
当時から自己プロデューサーの一面をもっており、デビューするならバーニングプロダクションか長良プロダクションと考えていた。両社にデモテープを送るも反応がなかったため、今度は作曲家の水森英夫に接近すべく、NHK『BS歌謡塾あなたが一番』に応募する。
高校3年のときに同番組に出演し、希望通り水森英夫にスカウトされた。その後、高校卒業と同時に上京。東京都西新宿で、喫茶店やファミレスチェーンでのアルバイト生活を送る。
師匠の水森は各芸能事務所に氷川を売り込むが、当時の演歌界は女性歌手が主流で「演歌で男性歌手は売れない」と次々に断られる。焦りからほかのオーディションを受け、ポップスでのグループ活動の話も舞い込むが「ちゃんと恩義を果たしたい」と演歌のレッスンを受け続けた。9社断られたのち、上京から3年半後に長良プロダクションへの所属が決まる。
2000年2月2日、「箱根八里の半次郎」でデビュー。アイドルのようなルックスをもつ演歌歌手として注目を集め、同年末の日本レコード大賞をはじめとする音楽新人賞を総なめにした。
その後も「きよしのズンドコ節」などヒット曲を連発。中高年女性がライブ会場に押し寄せるさまは社会現象として語られ、人気歌手としての地位を不動のものにした。2006年に「一剣」でレコード大賞を受賞、2008年には紅白歌合戦で大トリを務めた。2017年、「第50回日本有線大賞」で歴代最多となる9回目の大賞を受賞。
2020年のデビュー20周年当日、ファーストコンサートの会場である中野サンプラザにてコンサートを開催。ファンとともに記念日を祝った。同年6月9日、初のポップスアルバム『Papillon -ボヘミアン・ラプソディ-』を発売。2021年9月11日、LINE CUBE SHIBUYAにて初の有観客でのポップスコンサート『氷川きよし -You are you- Release Tour 2021』を開催した。
しかし、活躍の裏で「演歌界のプリンス」という作られたイメージや、様式美の演歌界で「男らしさ」を求められることに苦悩の思いを深めていた。2022年1月、同年12月31日をもって活動を休止すると発表した。氷川は「22歳からファンの皆様の真心にお応えしたいという思いがエネルギーでしたが、なかなか心と身体が思うようにならなくなり、ご期待にお応え出来ないこともあり、来年からリフレッシュの為お休みを頂く事に致しました。本当に心苦しく思っています」とコメントした。
同年4月6日、声帯ポリープの摘出手術を受けたことを明らかにし、同月23日に治療の終了を報告した。同年12月31日の第73回NHK紅白歌合戦をもって歌手活動を休止。休業中は海外生活を経験した。
2024年4月27日、デビュー時より所属していた芸能事務所「長良プロダクション」を3月31日付で退社し、新会社「KIIZNA（キズナ）」を設立したと発表。8月17日、1年8か月ぶりに音楽活動を再開した。

## 人物

### 人気
「演歌界のプリンス」と呼ばれ、衰退の叫ばれる演歌界の救世主と目されている。2001年に発売した2枚目のシングル「大井追っかけ音次郎」でオリコン総合チャートにベストテン入りして以降、「氷川きよし」名義のシングルはすべてベストテン入りを果たしている。この記録を保持するのは、演歌歌手では氷川のみである。
歌謡番組『BS日本のうた』のプロデューサーは、26年続く番組の歴史のなかでもっとも盛り上がったのは氷川と石原詢子による「すみだ川」のデュエットだと述べている。その後、2022年現在まで演歌界は氷川による「一強の大横綱」状態である。

### 音楽
自身の音楽活動について「誰にでも自分らしく生きる権利がある。そんな思いを発信し、伝えていける歌い手でありたい」と述べている。
歌唱時の衣装は、和服ではなく洋服が多い。デビュー当時のビジュアルは茶髪にピアスと、あえて演歌とのギャップを狙ったものであった。本人はデビュー当時の股旅の衣装は恥ずかしかった、「きよしのズンドコ節」は「ズンドコの意味が分からず、勘弁してよって感じ」と振り返っている。
また、楽曲の振り付けには簡単な手の動きのものが多い。これは幼いファンから高齢のファンまでが覚えやすく、座ったままでも可能であるよう考慮されているためである。
2003年ごろから、通信カラオケシステムDAMの機種改良に伴い、背景映像に氷川の出演する映像が多く採用されている。今後の展望については「60歳でズンドコはやりたくないかな。昔の曲を大切にしつつ、新しい年相応の作品に出会うのが目標です」と語った。

### 異性・結婚観
デビュー前は門倉有希の大ファンで水着写真集を所有していた。恋愛については、白いワンピースの似合う女性が好みだと過去に語ったこともある。
結婚願望については、以前は40歳までに結婚したいと考えていた。その後インタビューにて「それはもう氷川きよしには必要ない。ホッとする家族の空間は手に入れられなかったけど、その分ほかのものを手に入れた。華やかに一生を歌にささげていきます」と語っている。

### デビューまで
デビュー前から新人時代は生意気であったと述懐している。中学時代からプロダクションやディレクターのことを徹底的に調べており「ビクターに入りたい」「バーニングがいいんです」と話して師匠の水森英夫に怒られたという。長良プロダクション（前・廣済堂プロダクション）にスカウトされた当時は「若い男性演歌歌手は売れない」というジンクスがあり、スタッフから「また売れない子を引き取って。結局、ウチは広済堂じゃなくて救済堂だよ」と文句を言われた。
芸名の「氷川」は長良プロダクションがあった東京都港区赤坂6丁目にある氷川神社、「きよし」は本名の「山田清志」に由来する。名付け親はビートたけし（北野武）とされるが、実際は事務所会長の長良じゅんである。長良が氷川をビートたけしに紹介した際には、すでに「氷川きよし」という芸名でのデビューがほぼ決まっていた。長良は氷川を売り込むための話題作りとしてビートたけしを名付け親にした。
デビュー曲のレコーディングには、二日酔いのため1時間遅刻してしまった。師匠の水森英夫は笑って済ませたが、レコード会社のディレクターから「デビューできなくなるぞ。お金払えるのか。親に請求がいくぞ」と怒鳴られた。

### その他
- 身長178cm[4]。体重62kg[4]。血液型はA型[4]。
- 2003年、納涼特別公演の初日から千秋楽までの様子が中日スポーツに掲載された[43]。
- 2013年に行われた日本酒白鶴まるのCM発表会見では、不安に怯えて宿泊先で絶叫する癖や、休日に泥酔するまで酒を飲む習慣があることを語っている[44]。
- 『ドラゴンボール』好きでも知られる。野沢雅子も氷川のデビュー当時からのファンであると公言しており[45]、2019年の『第70回NHK紅白歌合戦』にて氷川が「限界突破×サバイバー」を披露する際に応援ゲストとして駆けつけた[46]。
- 2020年6月の『Papillon -ボヘミアン・ラプソディ-』発売記念コンサートは、新型コロナウイルスの影響で中止となり[47]、10月にマイナビBLITZ赤坂にて代替の無観客ライブを開催した[48]。
- 2024年、雑誌『WORLD SEIKYO』vol.5にて創価学会の信者であることを公表した[49][50]。

## ディスコグラフィ

### シングル
| 枚数       | 発売日                                                           | タイトル                                                             | タイプ                                                                          | 規格品番                                                          | 備考 |
| ---------- | ---------------------------------------------------------------- | -------------------------------------------------------------------- | ------------------------------------------------------------------------------- | ----------------------------------------------------------------- | --- |
| 1st        | 2000年 2月02日                                                   | 箱根八里の半次郎                                                     |                                                                                 | CODA-1812                                                         | 作詞：松井由利夫／作曲：水森英夫／編曲：伊戸のりお |
| 1st        | 2004年 11月25日 （12cm）                                         | 箱根八里の半次郎                                                     |                                                                                 | COCA-15706                                                        | 作詞：松井由利夫／作曲：水森英夫／編曲：伊戸のりお |
| 2nd        | 2000年 11月21日                                                  | きよしこの夜                                                         |                                                                                 | COCA-15416（30万枚限定盤）                                        | 作詞/作曲：ЯK/編曲：宮田繁男 キヨシこの夜 ～Angel of mine～ 作詞/作曲：SONOMI、編曲：池田賢司 Silent Night ～きよしこの夜～ 作詞：ヨゼフ・モール、作曲：フランツ・クサーヴァー・グルーバー、編曲：伊戸のりお |
| 3rd        | 2001年 2月21日                                                   | 大井追っかけ音次郎                                                   |                                                                                 | CODA-1940                                                         | 作詞：松井由利夫／作曲：水森英夫／編曲：伊戸のりお |
| 3rd        | 2004年 11月25日 （12cm）                                         | 大井追っかけ音次郎                                                   |                                                                                 | COCA-15707                                                        | 作詞：松井由利夫／作曲：水森英夫／編曲：伊戸のりお |
| 4th        | 2002年 2月06日                                                   | きよしのズンドコ節                                                   |                                                                                 | CODA-2020 COCA-15708                                              | 作詞：松井由利夫／作曲：水森英夫／編曲：伊戸のりお |
| 5th        | 2002年 8月21日 2004年 11月25日 （12cm）                          | 星空の秋子                                                           |                                                                                 | CODA-2065 COCA-15709                                              | 作詞：仁井谷俊也／作曲：水森英夫／編曲：伊戸のりお |
| 6th        | 2003年 2月19日                                                   | 白雲の城                                                             |                                                                                 | COCA-15459 CODA-2093                                              | 作詞：松井由利夫／作曲：水森英夫／編曲：伊戸のりお |
|            | 2003年 9月25日                                                   | 箱根八里の半次郎/大井追っかけ音次郎                                  |                                                                                 | COCA-15540                                                        | 【箱根八里の半次郎】作詞：松井由利夫／作曲：水森英夫／編曲：伊戸のりお 【大井追っかけ音次郎】作詞：松井由利夫／作曲：水森英夫／編曲：伊戸のりお |
| 7th        | 2004年 1月21日                                                   | きよしのドドンパ                                                     |                                                                                 | COCA-15626                                                        | 作詞：かず翼／作曲：水森英夫／編曲：伊戸のりお |
| 8th        | 2004年 7月07日                                                   | 番場の忠太郎                                                         |                                                                                 | COCA-15678                                                        | 作詞：松井由利夫／作曲：水森英夫／編曲：伊戸のりお |
| 9th        | 2005年 2月09日                                                   | 初恋列車                                                             |                                                                                 | COCA-15725                                                        | 作詞：里村龍一／作曲：北野明／編曲：伊戸のりお オリコン週間シングルチャートで初の1位を獲得 |
| 10th       | 2005年 7月06日                                                   | 面影の都                                                             |                                                                                 | COCA-15781                                                        | 作詞：仁井谷俊也／作曲：杜奏太朗／編曲：伊戸のりお |
| 11th       | 2006年 3月15日                                                   | 一剣                                                                 |                                                                                 | COCA-15843                                                        | 作詞：松井由利夫／作曲：水森英夫／編曲：佐伯亮 |
| 12th       | 2007年 5月 9日                                                   | あばよ                                                               |                                                                                 | COCA-15979                                                        | 作詞：仁井谷俊也／作曲：杜奏太朗／編曲：伊戸のりお |
| 13th       | 2007年 5月 9日                                                   | きよしのソーラン節                                                   |                                                                                 | COCA-15980                                                        | 作詞：松井由利夫／作曲：水森英夫／編曲：伊戸のりお |
|            | 2007年 11月14日                                                  | 8周年記念限定盤「あばよ」&「きよしのソーラン節」ハッピー・パッケージ |                                                                                 | XT-2519-20                                                        | 【あばよ】作詞：仁井谷俊也／作曲：杜奏太朗／編曲：伊戸のりお 【きよしのソーラン節】作詞：松井由利夫／作曲：水森英夫／編曲：伊戸のりお 完全数量限定:8,888セット |
| 14th       | 2008年 2月13日                                                   | 玄海船歌                                                             |                                                                                 | COCA-16061                                                        | 作詞：松井由利夫／作曲：水森英夫／編曲：伊戸のりお |
| 15th       | 2008年 10月1日                                                   | 哀愁の湖                                                             |                                                                                 | COCA-16174                                                        | 作詞：仁井谷俊也／作曲：水森英夫／編曲：伊戸のりお |
| 16th       | 2009年 2月4日                                                    | 浪曲一代                                                             |                                                                                 | COCA-16224                                                        | 作詞：松井由利夫／作曲：水森英夫／編曲：伊戸のりお オリコン週間シングルチャートで1位を獲得 |
| 17th       | 2009年 8月19日                                                   | ときめきのルンバ                                                     |                                                                                 | COCA-16302 COCA-16303                                             | 作詞：水木れいじ／作曲：水森英夫／編曲：伊戸のりお オリコン週間シングルチャートで1位を獲得 |
| 18th       | 2010年 3月24日                                                   | 三味線旅がらす                                                       |                                                                                 | COCA-16371 COCA-16372                                             | 作詞：松井由利夫／作曲：水森英夫／編曲：伊戸のりお |
| 19th       | 2010年 8月25日                                                   | 虹色のバイヨン                                                       |                                                                                 | COCA-16413 COCA-16414                                             | 作詞：水木れいじ／作曲：水森英夫／編曲：伊戸のりお |
| 20th       | 2011年 2月2日                                                    | あの娘と野菊と渡し舟                                                 |                                                                                 | COCA-16452 COCA-16453                                             | 作詞：水木れいじ／作曲：水森英夫／編曲：伊戸のりお |
| 21st       | 2011年 9月21日                                                   | 情熱のマリアッチ                                                     |                                                                                 | COCA-16510 COCA-16509                                             | 作詞：水木れいじ／作曲：水森英夫／編曲：伊戸のりお |
| 22nd       | 2012年 2月8日                                                    | 櫻                                                                   |                                                                                 | COCA-16554 COCA-16555                                             | 作詞：なかにし礼／作曲：平尾昌晃／編曲：若草恵 |
| 23rd       | 2012年 9月19日                                                   | 最後と決めた女だから                                                 |                                                                                 | COCA-16662 COCA-16663                                             | 作詞：水木れいじ／作曲：鶴岡雅義／編曲：南郷達也 |
| 24th       | 2013年 2月13日                                                   | しぐれの港                                                           |                                                                                 | COCA-16704 COCA-16705                                             | 作詞：石原信一／作曲：水森英夫／編曲：伊戸のりお |
| 25th       | 2013年 8月28日                                                   | 満天の瞳                                                             |                                                                                 | COCA-16758 COCA-16759                                             | 作詞：村山由佳／作曲：大谷明裕／編曲：伊戸のりお |
| 26th       | 2014年 1月29日                                                   | 大利根ながれ月                                                       |                                                                                 | COCA-16849 COCA-16850                                             | 作詞：松井由利夫／作曲：水森英夫／編曲：伊戸のりお |
| 27th       | 2014年 9月17日                                                   | ちょいときまぐれ渡り鳥                                               |                                                                                 | COCA-16941 COCA-16942 COCA-16943                                  | 作詞：仁井谷俊也／作曲：宮下健治／編曲：丸山雅仁 |
| 28th       | 2015年 3月4日                                                    | さすらい慕情                                                         |                                                                                 | COCA-17008 COCA-17009                                             | 作詞：仁井谷俊也／作曲：宮下健治／編曲：丸山雅仁 |
| 29th       | 2015年 9月29日                                                   | 愛しのテキーロ／男花（シングルバージョン）                           |                                                                                 | COCA-17081 COCA-17082 COCA-17083                                  | 【愛しのテキーロ】作詞：橋詰亮子／作曲：YORI／編曲：中川聡 【男花（シングルバージョン）】作詞・作曲：梅原晃／編曲：野中"まさ"雄一 |
| 30th       | 2016年 2月2日 （A・B・Cタイプ） 2016年 9月27日 （D・E・Fタイプ） | みれん心                                                             |                                                                                 | COCA-17119 COCA-17120 COCA-17121 COCA-17224 COCA-17225 COCA-17226 | 作詞：志賀大介/作曲：水森英夫／編曲：伊戸のりお |
| 配信限定曲 | 2016年 8月2日                                                    | おじいちゃんちへいこう                                               |                                                                                 |                                                                   | NHKみんなのうた 2016年8・9月のうた 作詞：暮醐遊／作曲：河口京吾/平井夏美/編曲：Hidehito Ikumo |
| 配信限定曲 | 2017年 1月18日                                                   | きよしのチキチキOHAソング                                            |                                                                                 |                                                                   | 氷川きよしwithコケッコ組名義 作詞：MEG.ME/中村明弘／作曲：中村明弘／編曲：MEG.ME |
| 配信限定曲 | 2017年 2月5日                                                    | 限界突破×サバイバー（TV SIZE）                                       |                                                                                 |                                                                   | ドラゴンボール超主題歌 作詞：森雪之丞/作曲：岩崎貴文/編曲：籠島裕昌 |
| 31st       | 2017年 3月7日 （A・B・Cタイプ）                                  | 男の絶唱                                                             | （Aタイプ）男の絶唱/片惚れとんび                                                | COCA-17279                                                        | 作詞：原文彦／作曲：宮下健治／編曲：丸山雅仁 |
| 31st       | 2017年 3月7日 （A・B・Cタイプ）                                  | 男の絶唱                                                             | （Bタイプ）男の絶唱/そこまで春が・・・                                          | COCA-17280                                                        | 作詞：原文彦／作曲：宮下健治／編曲：丸山雅仁 |
| 31st       | 2017年 3月7日 （A・B・Cタイプ）                                  | 男の絶唱                                                             | （Cタイプ）男の絶唱/美（ちゅ）ら旅                                              | COCA-17281                                                        | 作詞：原文彦／作曲：宮下健治／編曲：丸山雅仁 |
| 31st       | 2017年 9月5日 （D・E・Fタイプ）                                  | 男の絶唱                                                             | （Dタイプ）男の絶唱/酒場のひとりごと                                            | COCA-17344                                                        | 作詞：原文彦／作曲：宮下健治／編曲：丸山雅仁 |
| 31st       | 2017年 9月5日 （D・E・Fタイプ）                                  | 男の絶唱                                                             | （Eタイプ）男の絶唱/芝浜恋女房                                                  | COCA-17345                                                        | 作詞：原文彦／作曲：宮下健治／編曲：丸山雅仁 |
| 31st       | 2017年 9月5日 （D・E・Fタイプ）                                  | 男の絶唱                                                             | （Fタイプ）男の絶唱/片恋のサルサ                                                | COCA-17346                                                        | 作詞：原文彦／作曲：宮下健治／編曲：丸山雅仁 |
| 配信限定曲 | 2017年 7月2日                                                    | 碧し                                                                 |                                                                                 |                                                                   | GReeeeNとのコラボレーション曲 作詞・作曲：GReeeeN |
| 配信限定曲 | 2017年 8月26日                                                   | 限界突破×サバイバー                                                  |                                                                                 |                                                                   | ドラゴンボール超主題歌 作詞：森雪之丞／作曲：岩崎貴文／編曲：籠島裕昌 |
| 32nd       | 2017年 10月25日                                                  | 限界突破×サバイバー                                                  |                                                                                 | COZC-1387                                                         | ドラゴンボール超主題歌 作詞：森雪之丞／作曲：岩崎貴文／編曲：籠島裕昌 |
| 33rd       | 2018年 1月30日 （A・B・Cタイプ）                                 | 勝負の花道                                                           | <Aタイプ>勝負の花道/柔道（やわらみち）                                          | COCA-17423                                                        | 作詞：朝倉翔／作曲：四方章人／編曲：石倉重信 |
| 33rd       | 2018年 1月30日 （A・B・Cタイプ）                                 | 勝負の花道                                                           | <Bタイプ>勝負の花道/恋次郎旅姿                                                  | COCA-17424                                                        | 作詞：朝倉翔／作曲：四方章人／編曲：石倉重信 |
| 33rd       | 2018年 1月30日 （A・B・Cタイプ）                                 | 勝負の花道                                                           | <Cタイプ>勝負の花道/俺ら江戸っ子 浅太郎                                         | COCA-17425                                                        | 作詞：朝倉翔／作曲：四方章人／編曲：石倉重信 |
| 33rd       | 2018年 8月21日 （D・E・Fタイプ）                                 | 勝負の花道                                                           | <Dタイプ/演歌>勝負の花道/男の峠                                                 | COCA-17498                                                        | 作詞：朝倉翔／作曲：四方章人／編曲：石倉重信 |
| 33rd       | 2018年 8月21日 （D・E・Fタイプ）                                 | 勝負の花道                                                           | <Eタイプ/バラード>勝負の花道/幻                                                 | COCA-17499                                                        | 作詞：朝倉翔／作曲：四方章人／編曲：石倉重信 |
| 33rd       | 2018年 8月21日 （D・E・Fタイプ）                                 | 勝負の花道                                                           | <Fタイプ/ポップス>勝負の花道/栄光のゴール                                       | COCA-17500                                                        | 作詞：朝倉翔／作曲：四方章人／編曲：石倉重信 |
| 33rd       | 2018年 11月27日 （G・H・Iタイプ）                                | 勝負の花道                                                           | <Gタイプ Good Night盤>勝負の花道 C/W 君に逢いたいXmas/聖夜の奇跡                | COCA-17552                                                        | 作詞：朝倉翔／作曲：四方章人／編曲：石倉重信 |
| 33rd       | 2018年 11月27日 （G・H・Iタイプ）                                | 勝負の花道                                                           | <Hタイプ Holy Night盤>勝負の花道 C/W SILENT NIGHT/聖夜の奇跡（Jazz Ver.）       | COCA-17553                                                        | 作詞：朝倉翔／作曲：四方章人／編曲：石倉重信 |
| 33rd       | 2018年 11月27日 （G・H・Iタイプ）                                | 勝負の花道                                                           | <Iタイプ I Wish盤>勝負の花道 C/W オモイデノカケラ/聖夜の奇跡（クリスタル Ver.） | COCA-17554                                                        | 作詞：朝倉翔／作曲：四方章人／編曲：石倉重信 |
| 配信限定曲 | 2018年 4月1日                                                    | ゲゲゲの鬼太郎（TV SIZE）                                            |                                                                                 |                                                                   | ゲゲゲの鬼太郎（第6作）主題歌 作詞：水木しげる／作曲：いずみたく／編曲：田中公平 |
| 配信限定曲 | 2018年 7月24日                                                   | ゲゲゲの鬼太郎                                                       |                                                                                 |                                                                   | ゲゲゲの鬼太郎（第6作）主題歌 作詞：水木しげる／作曲：いずみたく／編曲：田中公平 |
| 34th       | 2018年 10月23日                                                  | ゲゲゲの鬼太郎／見えんけれども おるんだよ                            |                                                                                 | COCC-17539                                                        | 【ゲゲゲの鬼太郎】作詞：水木しげる／作曲：いずみたく／編曲：田中公平 【見えんけれども おるんだよ】作詞：水木悦子／作曲：田中公平／編曲：田中公平・東大路憲太 |
| 35th       | 2019年 3月12日 （A・B・Cタイプ）                                 | 大丈夫/最上の船頭                                                    | <Aタイプ> C/W 越後の雪次郎                                                      | COCA-17605 COSA-2389(カセット)                                    | 【大丈夫】 作詞：森坂とも 作曲：水森英夫 編曲：石倉重信 【最上の船頭】 作詞：松岡弘一 作曲：水森英夫 編曲：伊戸のりお |
| 35th       | 2019年 3月12日 （A・B・Cタイプ）                                 | 大丈夫/最上の船頭                                                    | <Bタイプ> C/W 惚れたがり                                                        | COCA-17606 COSA-2390(カセット)                                    | 1大丈夫 作詞：森坂とも 作曲：水森英夫 編曲：石倉重信 2最上の船頭 作詞：松岡弘一 作曲：水森英夫 編曲：伊戸のりお 3惚れたがり 作詞：麻こよみ 作曲：水森英夫 編曲：伊戸のりお 4大丈夫 (オリジナル・カラオケ) 作詞：森坂とも 作曲：水森英夫 編曲：石倉重信 |
| 35th       | 2019年 3月12日 （A・B・Cタイプ）                                 | 大丈夫/最上の船頭                                                    | <Cタイプ> C/W きよしのよさこい鴎                                                | COCA-17607 COSA-2391(カセット)                                    | 1大丈夫 作詞：森坂とも 作曲：水森英夫 編曲：石倉重信 2最上の船頭 作詞：松岡弘一 作曲：水森英夫 編曲：伊戸のりお 3よしのよさこい鴎 作詞：菅麻貴子 作曲：檜原さとし 編曲：伊戸のりお 4大丈夫 (オリジナル・カラオケ) 作詞：森坂とも 作曲：水森英夫 編曲：石倉重信 5最上の船頭 (オリジナル・カラオケ) 作詞：松岡弘一 作曲：水森英夫 編曲：伊戸のりお 6きよしのよさこい鴎 (オリジナル・カラオケ) 作詞：菅麻貴子 作曲：檜原さとし 編曲：伊戸のりお 7大丈夫 (半音下げオリジナル・カラオケ) 作詞：森坂とも 作曲：水森英夫 編曲：石倉重信 8最上の船頭 (半音下げオリジナル・カラオケ) 作詞：松岡弘一 作曲：水森英夫 編曲：伊戸のりお 9きよしのよさこい鴎 (半音下げオリジナル・カラオケ) 作詞：菅麻貴子 作曲：檜原さとし 編曲：伊戸のりお         |
| 35th       | 2019年 8月27日 （D・E・Fタイプ）                                 | 大丈夫/最上の船頭                                                    | <Dタイプ> C/W あなたがいるから                                                  | COCA-17664 COSA-2405(カセット)                                    | 1大丈夫 作詞：森坂とも 作曲：水森英夫 編曲：石倉重信 2最上の船頭 作詞：松岡弘一 作曲：水森英夫 編曲：伊戸のりお 3あなたがいるから 作詞：塩野雅 作曲：塩野雅 編曲：野中"まさ"雄一 4大丈夫 (オリジナル・カラオケ) 作詞：森坂とも 作曲：水森英夫 編曲：石倉重信 5最上の船頭 (オリジナル・カラオケ) 作詞：松岡弘一 作曲：水森英夫 編曲：伊戸のりお 6あなたがいるから (オリジナル・カラオケ) 作詞：塩野雅 作曲：塩野雅 編曲：野中"まさ"雄一 7大丈夫 (半音下げオリジナル・カラオケ) 作詞：森坂とも 作曲：水森英夫 編曲：石倉重信 8最上の船頭 (半音下げオリジナル・カラオケ) 作詞：松岡弘一 作曲：水森英夫 編曲：伊戸のりお 9あなたがいるから (半音下げオリジナル・カラオケ) 作詞：塩野雅 作曲：塩野雅 編曲：野中"まさ"雄一                   |
| 35th       | 2019年 8月27日 （D・E・Fタイプ）                                 | 大丈夫/最上の船頭                                                    | <Eタイプ> C/W カシスソーダを飲みながら                                          | COCA-17665 COSA-2406(カセット)                                    | 1大丈夫 作詞：森坂とも 作曲：水森英夫 編曲：石倉重信 2最上の船頭 作詞：松岡弘一 作曲：水森英夫 編曲：伊戸のりお 3カシスソーダを飲みながら 作詞：永井龍雲 作曲：永井龍雲 編曲：萩田光雄 4大丈夫 (オリジナル・カラオケ) 作詞：森坂とも 作曲：水森英夫 編曲：石倉重信 5最上の船頭 (オリジナル・カラオケ) 作詞：松岡弘一 作曲：水森英夫 編曲：伊戸のりお 6カシスソーダを飲みながら (オリジナル・カラオケ) 作詞：永井龍雲 作曲：永井龍雲 編曲：萩田光雄 7大丈夫 (半音下げオリジナル・カラオケ) 作詞：森坂とも 作曲：水森英夫 編曲：石倉重信 8最上の船頭 (半音下げオリジナル・カラオケ) 作詞：松岡弘一 作曲：水森英夫 編曲：伊戸のりお 9カシスソーダを飲みながら (半音下げオリジナル・カラオケ) 作詞：永井龍雲 作曲：永井龍雲 編曲：萩田光雄 |
| 35th       | 2019年 8月27日 （D・E・Fタイプ）                                 | 大丈夫/最上の船頭                                                    | <Fタイプ> C/W きよしの令和音頭                                                  | COCA-17666 COSA-2407(カセット)                                    | 1大丈夫 作詞：森坂とも 作曲：水森英夫 編曲：石倉重信 2最上の船頭 作詞：松岡弘一 作曲：森英夫 編曲：伊戸のりお 3きよしの令和音頭 作詞：かず翼 作曲：檜原さとし 編曲：矢田部正 4大丈夫 (オリジナル・カラオケ) 作詞：森坂とも 作曲：水森英夫 編曲：石倉重信 5最上の船頭 (オリジナル・カラオケ) 作詞：松岡弘一 作曲：水森英夫 編曲：伊戸のりお 6きよしの令和音頭 (オリジナル・カラオケ) 作詞：かず翼 作曲：檜原さとし 編曲：矢田部正 7大丈夫 (半音下げオリジナル・カラオケ) 作詞：森坂とも 作曲：水森英夫 編曲：石倉重信 8最上の船頭 (半音下げオリジナル・カラオケ) 作詞：松岡弘一 作曲：水森英夫 編曲：伊戸のりお 9きよしの令和音頭 (半音下げオリジナル・カラオケ) 作詞：かず翼 作曲：檜原さとし 編曲：矢田部正                           |
| 35th       | 2019年 11月19日 （G・H・Iタイプ）                                | 大丈夫/最上の船頭                                                    | <Gタイプ> C/W 天地人                                                            | COCA-17721 COSA-2409(カセット)                                    | 1大丈夫 作詞：森坂とも 作曲：水森英夫 編曲：石倉重信 2最上の船頭 作詞：松岡弘一 作曲：水森英夫 編曲：伊戸のりお 3天地人 作詞：朝倉翔 作曲：宮下健治 編曲：石倉重信 4hug 作詞：石井克明 作曲：木根尚登 編曲：佐藤準 5大丈夫 (オリジナル・カラオケ) 作詞：森坂とも 作曲：水森英夫 編曲：石倉重信 6最上の船頭 (オリジナル・カラオケ) 作詞：松岡弘一 作曲：水森英夫 編曲：伊戸のりお 7天地人 (オリジナル・カラオケ) 作詞：朝倉翔 作曲：宮下健治 編曲：石倉重信 8hug (オリジナル・カラオケ) 作詞：石井克明 作曲：木根尚登 編曲：佐藤準 9天地人 (半音下げオリジナル・カラオケ) 作詞：朝倉翔 作曲：宮下健治 編曲：石倉重信 |
| 35th       | 2019年 11月19日 （G・H・Iタイプ）                                | 大丈夫/最上の船頭                                                    | <Hタイプ> C/W 恋初めし/hug                                                      | COCA-17722 COSA-2410(カセット)                                    | 1大丈夫 作詞：森坂とも 作曲：水森英夫 編曲：石倉重信 2最上の船頭 作詞：松岡弘一 作曲：水森英夫 編曲：伊戸のりお 3恋初めし 作詞：永井龍雲 作曲：永井龍雲 編曲：萩田光雄 4hug 作詞：石井克明 作曲：木根尚登 編曲：佐藤準 5大丈夫 (オリジナル・カラオケ) 作詞：森坂とも 作曲：水森英夫 編曲：石倉重信 6最上の船頭 (オリジナル・カラオケ) 作詞：松岡弘一 作曲：水森英夫 編曲：伊戸のりお 7恋初めし (オリジナル・カラオケ) 作詞：永井龍雲 作曲：永井龍雲 編曲：萩田光雄 8hug (オリジナル・カラオケ) 作詞：石井克明 作曲：木根尚登 編曲：佐藤準 9恋初めし (半音下げオリジナル・カラオケ) 作詞：永井龍雲 作曲：永井龍雲 編曲：萩田光雄 10hug (半音下げオリジナル・カラオケ) 作曲：木根尚登 作詞：石井克明 編曲：佐藤準                        |
| 35th       | 2019年 11月19日 （G・H・Iタイプ）                                | 大丈夫/最上の船頭                                                    | <Iタイプ> C/W 確信/hug                                                          | COCA-17723 COSA-2411(カセット)                                    | 1大丈夫 作詞：森坂とも 作曲：水森英夫 編曲：石倉重信 2最上の船頭 作詞：松岡弘一 作曲：水森英夫 編曲：伊戸のりお 3確信 作詞：塩野雅 作曲：塩野雅 編曲：Nao 4hug 作詞：石井克明 作曲：木根尚登 編曲：佐藤準 5大丈夫 (オリジナル・カラオケ) 作詞：森坂とも 作曲：水森英夫 編曲：石倉重信 6最上の船頭 (オリジナル・カラオケ) 作詞：松岡弘一 作曲：水森英夫 編曲：伊戸のりお 7確信 (オリジナル・カラオケ) 作詞：塩野雅 作曲：塩野雅 編曲：Nao 8hug (オリジナル・カラオケ) 作詞：石井克明 作曲：木根尚登 編曲：佐藤準 9確信 (半音下げオリジナル・カラオケ) 作詞：塩野雅 作曲：塩野雅 編曲：Nao 10hug (半音下げオリジナル・カラオケ) 作詞：石井克明 作曲：木根尚登 編曲：佐藤準                                                               |
| 配信限定曲 | 2019年 12月18日                                                  | hug                                                                  |                                                                                 |                                                                   | 作詞：石井克明／作曲：木根尚登／編曲：佐藤準 |
| 配信限定曲 | 2019年 12月18日                                                  | 確信                                                                 |                                                                                 |                                                                   | 作詞・作曲：塩野雅／編曲：NaO |
| 配信限定曲 | 2019年 12月18日                                                  | 君に逢いたいXmas                                                     |                                                                                 |                                                                   | 作詞・作曲：田村信二／編曲：Funta7 |
| 配信限定曲 | 2019年 12月18日                                                  | SILENT NIGHT                                                         |                                                                                 |                                                                   | 作詞・作曲・編曲：Taku TANAKA |
| 配信限定曲 | 2019年 12月18日                                                  | オモイデノカケラ                                                     |                                                                                 |                                                                   | 作詞・作曲：武田城以／編曲：岩田賢治 |
| 配信限定曲 | 2019年 12月18日                                                  | 聖夜の奇跡                                                           |                                                                                 |                                                                   | 作詞：仲智唯／作曲・編曲：野中“まさ”雄一 |
| 36th       | 2020年 2月4日 Aタイプ                                            | 母                                                                   | <Aタイプ> 母 C/W いつか会えますように                                           | COCA-17750 COSA-2421（カセット）                                  | 作詞：なかにし礼/作曲：杉本眞人/編曲：若草恵 |
| 36th       | 2020年 2月4日 Bタイプ                                            | 母                                                                   | <Bタイプ> 母 C/W 東京ヨイトコ音頭2020                                           | COCA-17751 COSA-2422（カセット）                                  | 作詞：なかにし礼/作曲：杉本眞人/編曲：若草恵 |
| 36th       | 2020年 2月4日 Cタイプ                                            | 母                                                                   | <Cタイプ> 母 C/W おもいで酒場                                                   | COCA-17752 COSA-2423（カセット）                                  | 作詞：なかにし礼/作曲：杉本眞人/編曲：若草恵 |
| 36th       | 2020年 7月14日 Dタイプ                                           | 母                                                                   | <Dタイプ> 母 C/W 黄金岬（おうごんみさき）                                       | COCA-17806 COSA-2435（カセット）                                  | 作詞：なかにし礼/作曲：杉本眞人/編曲：若草恵 |
| 36th       | 2020年 7月14日 Eタイプ                                           | 母                                                                   | <Eタイプ> 母 C/W 笑おうじゃないか                                               | COCA-17807 COSA-2436（カセット）                                  | 作詞：なかにし礼/作曲：杉本眞人/編曲：若草恵 |
| 36th       | 2020年 7月14日 タイプF                                           | 母                                                                   | <Fタイプ> 母 C/W 見送り駅                                                       | COCA-17808 COSA-2437（カセット）                                  | 作詞：なかにし礼/作曲：杉本眞人/編曲：若草恵 |
| 配信限定曲 | 2020年 6月23日                                                   | Papillon（パピヨン）                                                 |                                                                                 |                                                                   | 作詞・作曲：塩野雅／編曲：NaO |
| 配信限定曲 | 2020年 6月30日                                                   | おもひぞら                                                           |                                                                                 |                                                                   | 作詞・作曲：水野良樹／編曲：鈴木豪 |
| 配信限定曲 | 2020年 9月5日                                                    | ボヘミアン・ラプソディ                                               |                                                                                 |                                                                   | 作詞・作曲：フレディ・マーキュリー／訳詞：湯川れい子／編曲：佐藤準 |
| 配信限定曲 | 2020年 10月6日                                                   | キニシナイ                                                           |                                                                                 |                                                                   | 作詞：柳田しゆ／作曲・編曲：梅堀淳 |
| 配信限定曲 | 2020年 10月27日                                                  | 北の一番船                                                           |                                                                                 |                                                                   | 作詞：かず翼／作曲：宮下健治／編曲：石倉重信 |
| 配信限定曲 | 2020年 10月27日                                                  | 恋、燃ゆる。                                                         |                                                                                 |                                                                   | 作詞：石丸さちこ／作曲・編曲：森大輔 |
| 配信限定曲 | 2020年 10月27日                                                  | 白い衝動                                                             |                                                                                 |                                                                   | 作詞・作曲・編曲：岩崎貴文 |
| 37th       | 2021年 03月30日 （A・B・Cタイプ）                                | 南風                                                                 | ＜Ａタイプ＞ 南風 C/W たわむれのエチュード                                      | COCA-17824                                                        | 作詞：かず翼／作曲：水森英夫／編曲：石倉重信 |
| 37th       | 2021年 03月30日 （A・B・Cタイプ）                                | 南風                                                                 | ＜Bタイプ＞ 南風 C/W おんな花笠 紅とんぼ                                        | COCA-17825                                                        | 作詞：かず翼／作曲：水森英夫／編曲：石倉重信 |
| 37th       | 2021年 03月30日 （A・B・Cタイプ）                                | 南風                                                                 | ＜Cタイプ＞ 南風 C/W 磯千鳥                                                     | COCA-17826                                                        | 作詞：かず翼／作曲：水森英夫／編曲：石倉重信 |
| 37th       | 2021年 07月20日 （D・E・Fタイプ）                                | 南風                                                                 | ＜Dタイプ＞ 南風 C/W 長瀞舟下り                                                 | COCA-17901                                                        | 作詞：かず翼／作曲：水森英夫／編曲：石倉重信 |
| 37th       | 2021年 07月20日 （D・E・Fタイプ）                                | 南風                                                                 | ＜Eタイプ＞ 南風 C/W 哀伝橋                                                     | COCA-17902                                                        | 作詞：かず翼／作曲：水森英夫／編曲：石倉重信 |
| 37th       | 2021年 07月20日 （D・E・Fタイプ）                                | 南風                                                                 | ＜Fタイプ＞ 南風 C/W 魚津海岸                                                   | COCA-17903                                                        | 作詞：かず翼／作曲：水森英夫／編曲：石倉重信 |
| 配信限定曲 | 2021年 6月22日                                                   | そこまで春が…                                                        |                                                                                 |                                                                   | 作詞・作曲：伊藤薫／編曲：若草恵 |
| 配信限定曲 | 2021年 6月29日                                                   | 星空のメモリーズ                                                     |                                                                                 |                                                                   | 作詞：かず翼／作曲：水森英夫／編曲：石倉重信 |
| 配信限定曲 | 2021年 6月29日                                                   | Happy!                                                               |                                                                                 |                                                                   | 作詞：杉井邦彦／作曲・編曲：野中“まさ”雄一 |
| 38th       | 2021年 9月14日 （A・B・Cタイプ）                                 | Happy!/森を抜けて                                                    | ＜Aタイプ＞ Happy!/森を抜けて C/W WALK                                          | COCA-17916                                                        | 【Happy!】作詞：杉井邦彦／作曲・編曲：野中“まさ”雄一 映画『老後の資金がありません!』主題歌 【森を抜けて】作詞：林真理子／作曲・編曲／森大輔 ※初の両A面ポップス曲 C/W 〈Aタイプ〉【WALK】作詞：kii／作曲：木根尚登／編曲：野中“まさ”雄一 〈Bタイプ〉【僕と私の1ページ】作詞：仲智唯／作曲・編曲：野中“まさ”雄一 〈Cタイプ〉【恋はBUN BUN】作詞：かず翼／作曲：岩崎貴文／編曲：梅堀淳 |
| 38th       | 2021年 9月14日 （A・B・Cタイプ）                                 | Happy!/森を抜けて                                                    | ＜Bタイプ＞ Happy!森を抜けて C/W 僕と私の1ページ                                | COCA-17917                                                        | 【Happy!】作詞：杉井邦彦／作曲・編曲：野中“まさ”雄一 映画『老後の資金がありません!』主題歌 【森を抜けて】作詞：林真理子／作曲・編曲／森大輔 ※初の両A面ポップス曲 C/W 〈Aタイプ〉【WALK】作詞：kii／作曲：木根尚登／編曲：野中“まさ”雄一 〈Bタイプ〉【僕と私の1ページ】作詞：仲智唯／作曲・編曲：野中“まさ”雄一 〈Cタイプ〉【恋はBUN BUN】作詞：かず翼／作曲：岩崎貴文／編曲：梅堀淳 |
| 38th       | 2021年 9月14日 （A・B・Cタイプ）                                 | Happy!/森を抜けて                                                    | ＜Cタイプ＞ Happy!/森を抜けて C/W 恋はBUN BUN                                   | COCA-17918                                                        | 【Happy!】作詞：杉井邦彦／作曲・編曲：野中“まさ”雄一 映画『老後の資金がありません!』主題歌 【森を抜けて】作詞：林真理子／作曲・編曲／森大輔 ※初の両A面ポップス曲 C/W 〈Aタイプ〉【WALK】作詞：kii／作曲：木根尚登／編曲：野中“まさ”雄一 〈Bタイプ〉【僕と私の1ページ】作詞：仲智唯／作曲・編曲：野中“まさ”雄一 〈Cタイプ〉【恋はBUN BUN】作詞：かず翼／作曲：岩崎貴文／編曲：梅堀淳 |
| 38th       | 2021年 12月07日 （D・E・Fタイプ）                                | Happy!/森を抜けて                                                    | ＜Dタイプ＞ Happy!/森を抜けて C/W It's a merry Christmas!                       | COCA-17943                                                        | 【Happy!】作詞：杉井邦彦／作曲・編曲：野中“まさ”雄一 映画『老後の資金がありません!』主題歌 【森を抜けて】作詞：林真理子／作曲・編曲／森大輔 ※初の両A面ポップス曲 C/W 〈Aタイプ〉【WALK】作詞：kii／作曲：木根尚登／編曲：野中“まさ”雄一 〈Bタイプ〉【僕と私の1ページ】作詞：仲智唯／作曲・編曲：野中“まさ”雄一 〈Cタイプ〉【恋はBUN BUN】作詞：かず翼／作曲：岩崎貴文／編曲：梅堀淳 |
| 38th       | 2021年 12月07日 （D・E・Fタイプ）                                | Happy!/森を抜けて                                                    | ＜Eタイプ＞ Happy!/森を抜けて C/W Very Merry Xmas                               | COCA-17944                                                        | 【Happy!】作詞：杉井邦彦／作曲・編曲：野中“まさ”雄一 映画『老後の資金がありません!』主題歌 【森を抜けて】作詞：林真理子／作曲・編曲／森大輔 ※初の両A面ポップス曲 C/W 〈Aタイプ〉【WALK】作詞：kii／作曲：木根尚登／編曲：野中“まさ”雄一 〈Bタイプ〉【僕と私の1ページ】作詞：仲智唯／作曲・編曲：野中“まさ”雄一 〈Cタイプ〉【恋はBUN BUN】作詞：かず翼／作曲：岩崎貴文／編曲：梅堀淳 |
| 38th       | 2021年 12月07日 （D・E・Fタイプ）                                | Happy!/森を抜けて                                                    | ＜Fタイプ＞ Happy!/森を抜けて C/W だからあなたも生きぬいて                      | COCA-17945                                                        | 【Happy!】作詞：杉井邦彦／作曲・編曲：野中“まさ”雄一 映画『老後の資金がありません!』主題歌 【森を抜けて】作詞：林真理子／作曲・編曲／森大輔 ※初の両A面ポップス曲 C/W 〈Aタイプ〉【WALK】作詞：kii／作曲：木根尚登／編曲：野中“まさ”雄一 〈Bタイプ〉【僕と私の1ページ】作詞：仲智唯／作曲・編曲：野中“まさ”雄一 〈Cタイプ〉【恋はBUN BUN】作詞：かず翼／作曲：岩崎貴文／編曲：梅堀淳 |
| 配信限定曲 | 2021年 9月28日                                                   | 森を抜けて                                                           |                                                                                 |                                                                   | 作詞：林真理子／作曲・編曲・森大輔 |
| 39th       | 2022年 2月1日 （A・B・Cタイプ）                                  | 群青の弦                                                             | ＜Aタイプ＞ 群青の弦（いと） C/W 鼓                                             | COCA-17957                                                        | 作詞：原文彦／作曲：岡千秋／編曲：丸山雅仁 |
| 39th       | 2022年 2月1日 （A・B・Cタイプ）                                  | 群青の弦                                                             | ＜Bタイプ＞ 群青の弦（いと） C/W 浮世 恋の騙し絵                                | COCA-17958                                                        | 作詞：原文彦／作曲：岡千秋／編曲：丸山雅仁 |
| 39th       | 2022年 2月1日 （A・B・Cタイプ）                                  | 群青の弦                                                             | ＜Cタイプ＞ 群青の弦（いと） C/W 明日が俺らを呼んでいる                         | COCA-17959                                                        | 作詞：原文彦／作曲：岡千秋／編曲：丸山雅仁 |
| 39th       | 2022年 6月14日 （D・E・Fタイプ）                                 | 群青の弦                                                             | ＜Dタイプ＞ 群青の弦（いと） C/W 歌は我が命                                     | COCA-18001                                                        | 作詞：原文彦／作曲：岡千秋／編曲：丸山雅仁 |
| 39th       | 2022年 6月14日 （D・E・Fタイプ）                                 | 群青の弦                                                             | ＜Eタイプ＞ 群青の弦（いと） C/W 恋と薔薇の日々                                 | COCA-18002                                                        | 作詞：原文彦／作曲：岡千秋／編曲：丸山雅仁 |
| 39th       | 2022年 6月14日 （D・E・Fタイプ）                                 | 群青の弦                                                             | ＜Fタイプ＞ 群青の弦（いと） C/W カモメの純情                                   | COCA-18003                                                        | 作詞：原文彦／作曲：岡千秋／編曲：丸山雅仁 |
| 配信限定曲 | 2022年6月14日                                                    | 歌は我が命                                                           |                                                                                 |                                                                   | 作詞：吉田旺／作曲：井上かつお |
| 配信限定曲 | 2022年6月15日                                                    | 革命前夜                                                             |                                                                                 |                                                                   | 作詞：小森さじ／作曲：野中“まさ”雄一 |
| 配信限定曲 | 2022年7月21日                                                    | 雷鳴                                                                 |                                                                                 |                                                                   | 作詞：田村直美／作曲：福山芳樹 |
| 40th       | 2022年 7月26日 （A・B・Cタイプ）                                 | 甲州路                                                               | ＜Aタイプ＞ 甲州路 C/W 藤枝しぐれ                                               | COCA-18020                                                        | 作詞：かず翼／作曲：水森英夫／編曲：石倉重信 |
| 40th       | 2022年 7月26日 （A・B・Cタイプ）                                 | 甲州路                                                               | ＜Bタイプ＞ 甲州路 C/W 難波の恋                                                 | COCA-18021                                                        | 作詞：かず翼／作曲：水森英夫／編曲：石倉重信 |
| 40th       | 2022年 7月26日 （A・B・Cタイプ）                                 | 甲州路                                                               | ＜Cタイプ＞ 甲州路 C/W あゝ純情港町                                             | COCA-18022                                                        | 作詞：かず翼／作曲：水森英夫／編曲：石倉重信 |
| 40th       | 2022年 11月8日 （D・E・Fタイプ）                                 | 甲州路                                                               | ＜Dタイプ＞ 甲州路 C/W 雪女                                                     | COCA-18037                                                        | 作詞：かず翼／作曲：水森英夫／編曲：石倉重信 |
| 40th       | 2022年 11月8日 （D・E・Fタイプ）                                 | 甲州路                                                               | ＜Eタイプ＞ 甲州路 C/W 対馬海峡                                                 | COCA-18038                                                        | 作詞：かず翼／作曲：水森英夫／編曲：石倉重信 |
| 40th       | 2022年 11月8日 （D・E・Fタイプ）                                 | 甲州路                                                               | ＜Fタイプ＞ 甲州路 C/W 桜のように                                               | COCA-18039                                                        | 作詞：かず翼／作曲：水森英夫／編曲：石倉重信 |
| 配信・41st | 2025年 7月16日                                                   | 白睡蓮                                                               |                                                                                 | COKM-45825                                                        | 作詞：松本隆／作曲：TAKURO／編曲：亀田誠治 |
| 配信・41st | 2025年 9月3日 （CD）                                             | 白睡蓮                                                               |                                                                                 | COCA-18307                                                        | 作詞：松本隆／作曲：TAKURO／編曲：亀田誠治 |

### シングル（KIYOSHI名義）
|     | 発売日         | タイトル                  | 規格品番            | 備考 |
| --- | -------------- | ------------------------- | ------------------- | --- |
| 1st | 2001年11月21日 | きよしこの夜              | COCA-15416          | 作詞・作曲：ЯK／編曲：宮田繁男 KIYOSHI名義。河村隆一プロデュース                                                          |
| 2nd | 2003年010月1日 | ラブリィ                  | COCA-15545          | 作詞：阿木燿子／作曲：宇崎竜童／編曲：萩田光雄 中村玉緒とのデュエット。 TAMAO&KIYOSHIとしてリリース                       |
| 3rd | 2004年06月09日 | evergreen（いのちの唄声） | KHCM-3401 KHCO-3402 | KIYOSHI名義。『CROSS CLOVER（FANATIC◇CRISIS・ビリケン・KIYOSHI）』のメンバーの一員として発表。 日本赤十字社イメージソング |

### シングル（氷川きよし with t.komuro名義）
|     | 発売日       | タイトル          | 規格品番    | 備考                                                                                 |
| --- | ------------ | ----------------- | ----------- | ------------------------------------------------------------------------------------ |
| 1st | 2025年6月4日 | Party of Monsters | COZA-2184-5 | 「ゲゲゲの鬼太郎 私の愛した歴代ゲゲゲ」エンディングテーマ 作詞・作曲・編曲：小室哲哉 |

### アルバム
| 通算    | 発売日         | タイトル                                             | 規格品番 | 備考 |
| ------- | -------------- | ---------------------------------------------------- | --- | ---- |
| 1stミニ | 2000年06月21日 | 股旅演歌名曲選 氷川きよし/箱根八里の半次郎〜風雲編〜 | COCP-30920 |      |
| 2ndミニ | 2000年10月21日 | 股旅演歌名曲選II/箱根八里の半次郎                    | COCP-31123 |      |
|         | 2001年11月21日 | 氷川きよし直伝オリジナルカラオケ                     | COCK-31748 |      |
| 3rdミニ | 2001年11月21日 | 大井追っかけ音次郎                                   | COCP-31740 |      |
| 3rd     | 2002年11月20日 | 銀河〜星空の秋子                                     | COCP-31987 |      |
| 5th     | 2003年11月19日 | 男気                                                 | COCP-32465 |      |
| 8th     | 2005年11月23日 | 氷川きよし・十二番勝負！〜面影の都〜                 | COCP-33417 |      |
| 23rd    | 2014年05月21日 | 氷川きよしの昭和の演歌名曲集                         | COZP-925：初回限定盤 COCP-38564：通常盤                                                                         |      |
| 35th    | 2020年06月09日 | Papillon -ボヘミアン・ラプソディ-                    | COZP-1669/70：Aタイプ（初回完全限定スペシャル盤） COCP-41181：Bタイプ（通常盤）                                 |      |
| 36th    | 2020年10月13日 | 生々流転                                             | COZP-1681/2：Aタイプ（初回完全限定スペシャル盤） COCP-41251：Bタイプ（通常盤）CD COTA-5532：Bタイプ（通常盤）MT |      |
| 37th    | 2021年06月08日 | 南風吹けば                                           | COZP-1775/6：Aタイプ（初回完全限定スペシャル盤） COCP-41492：Bタイプ（通常盤）                                  |      |
| 38th    | 2021年08月24日 | You are you                                          | COZP-1800/1：Aタイプ（初回完全限定スペシャル盤） COCP-41522：Bタイプ（通常盤）                                  |      |

### 氷川きよし・演歌名曲コレクションシリーズ
| 通算 | 発売日         | タイトル                                                         | 規格品番                                                                                       | 備考                                                             |
| ---- | -------------- | ---------------------------------------------------------------- | ---------------------------------------------------------------------------------------------- | ---------------------------------------------------------------- |
| 1st  | 2001年06月21日 | 氷川きよし・演歌名曲コレクション 大井追っかけ音次郎 〜青春編〜   | COTA-4972 COCP-31460                                                                           | ファーストフルアルバム                                           |
| 2nd  | 2002年05月22日 | 氷川きよし・演歌名曲コレクション2〜きよしのズンドコ節〜          | COTA-5082 COCP-31863                                                                           |                                                                  |
| 4th  | 2003年05月21日 | 氷川きよし・演歌名曲コレクション3〜白雲の城〜                    | COCP-32206                                                                                     |                                                                  |
| 6th  | 2004年09月01日 | 氷川きよし・演歌名曲コレクション4〜番場の忠太郎〜                | COTA-5232 COCP-32843                                                                           |                                                                  |
| 7th  | 2005年05月18日 | 氷川きよし・演歌名曲コレクション5〜初恋列車〜                    | COCP-33180                                                                                     |                                                                  |
| 9th  | 2006年06月28日 | 氷川きよし・演歌名曲コレクション6〜一剣〜                        | COZA-216：限定盤 COCP-33858：通常盤                                                            | 初回版には新たに映像を加えた「一剣」のプロモーションビデオを収録 |
| 10th | 2007年09月19日 | 氷川きよし・演歌名曲コレクション7〜あばよ・きよしのソーラン節〜  | COTA-5338 COCP-34503                                                                           |                                                                  |
| 11th | 2008年05月21日 | 氷川きよし・演歌名曲コレクション8〜玄海船歌〜                    | COTA-5361 COCP-34897                                                                           |                                                                  |
| 12th | 2008年12月10日 | 氷川きよし・演歌名曲コレクション9〜哀愁の湖〜                    | COCP-35275                                                                                     |                                                                  |
| 13th | 2009年05月20日 | 氷川きよし・演歌名曲コレクション10〜浪曲一代〜                   | COTA-5385 COZP-371：限定盤 COCP-35617：通常盤                                                  |                                                                  |
| 14th | 2009年11月11日 | 氷川きよし・演歌名曲コレクション11〜ときめきのルンバ〜           | COTA-5405 COZP-417：限定盤 COCP-35943：通常盤                                                  |                                                                  |
| 15th | 2010年06月23日 | 氷川きよし・演歌名曲コレクション12〜三味線旅がらす〜             | COTA-5407 COZP-445：限定盤 COCP-36249：通常盤                                                  |                                                                  |
| 16th | 2010年11月10日 | 氷川きよし・演歌名曲コレクション13〜虹色のバイヨン〜             | COZP-485：限定盤 COCP-36540：通常盤                                                            |                                                                  |
| 17th | 2011年06月01日 | 氷川きよし・演歌名曲コレクション14〜あの娘と野菊と渡し舟〜       | COZP-513：限定盤 COCP-36759：通常盤                                                            |                                                                  |
| 18th | 2011年11月23日 | 氷川きよし・演歌名曲コレクション15〜情熱のマリアッチ〜           | COZP-603：限定盤 COCP-37081：通常盤                                                            |                                                                  |
| 19th | 2012年06月23日 | 氷川きよし・演歌名曲コレクション16〜櫻〜                         | COZP-671：限定盤 COCP-37316：通常盤                                                            |                                                                  |
| 20th | 2012年11月21日 | 氷川きよし・演歌名曲コレクション17〜最後と決めた女だから〜       | COZP-745：限定盤 COCP-37737：通常盤                                                            |                                                                  |
| 21st | 2013年05月29日 | 氷川きよし・演歌名曲コレクション18〜しぐれの港〜                 | COZP-776：限定盤 COCP-38051：通常盤                                                            |                                                                  |
| 22nd | 2013年11月20日 | 氷川きよし・演歌名曲コレクション19〜満天の瞳〜                   | COZP-819：限定盤 COCP-38336：通常盤                                                            |                                                                  |
| 24th | 2014年11月19日 | 氷川きよし・演歌名曲コレクション20〜ちょいときまぐれ渡り鳥〜     | COZP-988：限定盤 COCP-38894：通常盤                                                            |                                                                  |
| 25th | 2015年07月08日 | 新・演歌名曲コレクション -さすらい慕情-                          | COZP-1065：限定盤 COCP-39220：通常盤                                                           |                                                                  |
| 26th | 2015年12月01日 | 新・演歌名曲コレクション2 -愛しのテキーロ/男花-                  | COZP-1130：限定盤 COCP-39408：通常盤                                                           |                                                                  |
| 27th | 2016年06月14日 | 新・演歌名曲コレクション3 -みれん心-                             | COZP-1184：限定盤CD COCP-39623：通常盤CD COTA-5517：通常盤MT                                   |                                                                  |
| 28th | 2016年12月14日 | 新・演歌名曲コレクション4 -きよしの日本全国 歌の渡り鳥-          | COZP-1281：限定盤AタイプCD COZP-1283：限定盤BタイプCD COCP-39849：通常盤CD COTA-5518：通常盤MT |                                                                  |
| 29th | 2017年05月30日 | 新・演歌名曲コレクション5 -男の絶唱-                             | COZP-1357/8：AタイプCD+DVD COCP-40022：BタイプCD COTA-5520：BタイプMT                          |                                                                  |
| 30th | 2017年11月21日 | 新・演歌名曲コレクション6 -碧し-                                 | COZP-1394：Aタイプ COCP-40236：BタイプCD COTA-5521：BタイプMT                                  |                                                                  |
| 31st | 2018年05月29日 | 新・演歌名曲コレクション7 -勝負の花道-                           | COZP-1458：Aタイプ COCP-40401：BタイプCD COTA-5526：BタイプMT                                  |                                                                  |
| 32nd | 2018年10月02日 | 新・演歌名曲コレクション8 -冬のペガサス-勝負の花道〜オーケストラ | COZP-1487/8：AタイプCD+DVD COCP-40547：BタイプCD COTA-5527：BタイプMT                          |                                                                  |
| 33rd | 2019年06月04日 | 新・演歌名曲コレクション9 -大丈夫/最上の船頭-                    | COZP-1560/1：AタイプCD+DVD COCP-40900：BタイプCD COTA-5529：BタイプMT                          |                                                                  |
| 34th | 2019年10月22日 | 新・演歌名曲コレクション10. -龍翔鳳舞-                           | COZP-15695/6：AタイプCD+DVD COCP-40998：BタイプCD COTA-5530：BタイプMT                         |                                                                  |

### CD-BOXセット
| 通算 | 発売日         | タイトル            | 規格品番      | 備考 |
| ---- | -------------- | ------------------- | ------------- | ---- |
| 39th | 2021年12月22日 | 旅うたスペシャルBOX | COCP-41635-39 |      |

### 氷川きよし オリジナル・コレクション
| 通算 | 発売日         | タイトル                                                                                              | 規格品番      | 備考         |
| ---- | -------------- | --- | ------------- | ------------ |
| 40th | 2022年6月21日  | 氷川きよし オリジナル・コレクションVol.01〜演歌＆歌謡曲の世界〜                                       | COCP-41774-6  | 期間限定生産 |
| 41st | 2022年9月6日   | 氷川きよし オリジナル・コレクションVol.02〜時代物＆音頭の世界〜                                       | COCP-41831-33 | 期間限定生産 |
| 42nd | 2022年11月22日 | 氷川きよし オリジナル・コレクションVol.03〜ロック＆ポップス＆バラードの世界〜「魔法にかけられた少女」 | COCP-41894-96 | 期間限定生産 |

### ライブ・アルバム
| 通算 | 発売日        | タイトル                                                    | 規格品番     | 備考 |
| ---- | ------------- | ----------------------------------------------------------- | ------------ | ---- |
| 43rd | 2023年4月19日 | 氷川きよし スペシャルコンサート2022 〜きよしこの夜 Vol.22〜 | COCP-42000-1 |      |

### 映像作品
|      | 発売日         | タイトル                                                                   | 規格品番                      |
| ---- | -------------- | -------------------------------------------------------------------------- | ----------------------------- |
| 1st  | 2000年07月20日 | 箱根八里の半次郎                                                           | COVA-6418：VHS                |
| 2nd  | 2001年03月17日 | 大井追っかけ音次郎                                                         | COVA-6509：VHS                |
| 3rd  | 2001年10月20日 | 氷川きよし・チャレンジステージ in 中野サンプラザ                           | COVA-6574：VHS COBA-4115：DVD |
| 4th  | 2001年12月12日 | きよしこの夜                                                               | COVA-6604：VHS                |
| 5th  | 2002年03月20日 | きよしのズンドコ節                                                         | COVA-6637：VHS                |
| 6th  | 2002年03月20日 | 氷川きよし ファーストコンサートin東京国際フォーラム                        | COVA-6638：VHS COBA-4157：DVD |
| 7th  | 2002年05月22日 | 氷川きよし オリジナルベスト                                                | COBA-4180：DVD                |
| 8th  | 2002年09月21日 | 星空の秋子（歌とカラオケ）                                                 | COVA-6674：VHS                |
| 9th  | 2002年12月12日 | 夢銀河                                                                     | COVA-6693：VHS                |
| 10th | 2003年02月19日 | 氷川きよしスペシャルコンサート2002 きよしこの夜Vol.2                       | COVA-6697：VHS COBA-4211：DVD |
| 11th | 2003年03月19日 | 白雲の城（歌とカラオケ）                                                   | COVA-6701：VHS                |
| 12th | 2003年07月01日 | 氷川きよし オリジナルベスト2003                                            | COVA-6734：VHS COBA-4224；DVD |
|      | 2003年11月05日 | ラブリィ（TAMAO & KIYOSHI）                                                | COVA-6737：VHS COBA-4260：DVD |
| 13th | 2004年02月18日 | きよしのドドンパ                                                           | COVA-6773：VHS COBA-4282：DVD |
| 14th | 2004年03月17日 | 氷川きよしスペシャルコンサート2003 きよしこの夜 VOL.3                      | COVA-6785：VHS COBA-4292：DVD |
| 15th | 2004年08月25日 | 番場の忠太郎                                                               | COVA-6789：VHS COBA-4310：DVD |
| 16th | 2005年03月23日 | 氷川きよし スペシャルコンサート“きよしこの夜 Vol.4”                        | COVA-6822：VHS COBA-4384：DVD |
| 17th | 2005年03月23日 | 初恋列車                                                                   | COVA-6821：VHS COBA-4383：DVD |
| 18th | 2005年08月03日 | 面影の都                                                                   | COVA-6834：VHS COBA-4442：DVD |
| 19th | 2006年04月19日 | 氷川きよし スペシャルコンサート2005 きよしこの夜 Vol.5 〜演歌十二番勝負!〜 | COVA-6850：VHS COBA-4531：DVD |
| 20th | 2006年04月19日 | 一剣                                                                       | COVA-6849：VHS COBA-4530：DVD |
| 21st | 2006年09月06日 | 未来 - KIYOSHI名義                                                         | KHBM-5012：DVD                |
| 22nd | 2007年03月28日 | 氷川きよしスペシャルコンサート2006 きよしこの夜Vol.6                       | COVA-6862：VHS COBA-4623：DVD |
| 23rd | 2007年07月25日 | あばよ                                                                     | COVA-6868：VHS COBA-4664：DVD |
| 24th | 2007年07月25日 | きよしのソーラン節                                                         | COVA-6869：VHS COBA-4665：DVD |
| 25th | 2008年03月26日 | 玄海船歌                                                                   | COVA-6872：VHS COBA-4721：DVD |
| 26th | 2008年03月26日 | 氷川きよしスペシャルコンサート2007きよしこの夜Vol.7                        | COVA-6873：VHS COBA-4722：DVD |
| 27th | 2008年11月05日 | 哀愁の湖                                                                   | COVA-6875：VHS COBA-4776：DVD |
| 28th | 2009年03月25日 | 浪曲一代                                                                   | COVA-6879：VHS COBA-4810：DVD |
| 29th | 2009年03月25日 | 氷川きよしスペシャルコンサート2008 きよしこの夜Vol.8                       | COVA-6880：VHS COBA-4811：DVD |
| 30th | 2009年09月30日 | ときめきのルンバ シングルビデオクリップ                                    | COVA-6884：VHS COBA-4826：DVD |
| 31st | 2010年04月14日 | 氷川きよしスペシャルコンサート2009 きよしこの夜Vol.9                       | COVA-6886：VHS COBA-4901：DVD |
| 32nd | 2010年04月28日 | 三味線旅がらす シングルビデオクリップ                                      | COVA-6887：VHS COBA-4902：DVD |
| 33rd | 2010年09月29日 | 虹色のバイヨン シングルビデオクリップ                                      | COBA-4973：DVD                |
| 34th | 2011年04月20日 | あの娘と野菊と渡し舟 シングルビデオクリップ                                | COBA-5995：DVD                |
| 35th | 2011年04月20日 | 氷川きよしスペシャルコンサート2010 きよしこの夜Vol.10                      | COBA-5996：DVD                |
| 36th | 2012年03月21日 | 櫻                                                                         | COBA-6268：DVD                |
| 37th | 2012年03月21日 | 氷川きよしスペシャルコンサート2011 きよしこの夜Vol.11                      | COBA-6269：DVD                |
| 38th | 2012年10月24日 | 最後と決めた女だから                                                       | COBA-6373：DVD                |
| 39th | 2013年03月27日 | しぐれの港                                                                 | COBA-6435：DVD                |
| 40th | 2013年03月27日 | 氷川きよしスペシャルコンサート2012 きよしこの夜Vol.12                      | COBA-6436：DVD                |
| 41st | 2013年09月25日 | 満天の瞳                                                                   | COBA-6498：DVD                |
| 42nd | 2014年02月26日 | 大利根ながれ月                                                             | COBA-6550：DVD                |
| 43rd | 2014年03月26日 | 氷川きよしスペシャルコンサート2013 きよしこの夜Vol.13                      | COBA-6551：DVD                |
| 44th | 2014年10月22日 | ちょいときまぐれ渡り鳥                                                     | COBA-6708：DVD                |
| 45th | 2015年02月02日 | 氷川きよし 特選PV集                                                        | COBA-6740：DVD                |
| 46th | 2015年04月15日 | さすらい慕情                                                               | COBA-6749：DVD                |
| 47th | 2015年04月15日 | 氷川きよしスペシャルコンサート2014 きよしこの夜Vol.14                      | COBA-6750：DVD                |
| 48th | 2015年10月28日 | 愛しのテキーロ                                                             | COBA-6870：DVD                |
| 49th | 2015年10月28日 | 男花（シングルバージョン）                                                 | COBA-6871：DVD                |
| 50th | 2016年03月23日 | みれん心                                                                   | COBA-6891：DVD                |
| 51st | 2016年03月23日 | 氷川きよしスペシャルコンサート2015 きよしこの夜Vol.15                      | COBA-6892：DVD                |

### その他
- 浅草人情
- あの娘は行っちゃった
- 月太郎笠
- 近江の鯉太郎
- 花の渡り鳥
- 北荒野
- 純子の港町
- あのままあの娘とあれっきり
- 霧笛の波止場
- 玄海竜虎伝
- 送恋譜
- でんでん虫
- 口笛の港
- 故郷はわが胸に
- 未来／believe〜あきらめないで〜 - 「ウルトラマンメビウス&ウルトラ兄弟」主題歌、挿入歌。KIYOSHI名義
- SAY YES - CHAGE and ASKAの楽曲。ポップスの曲で一番得意として、NHK教育のトップランナー出演時に歌った
- きよしのチキチキOHAソング - 「おはスタ」のテーマソング（2016年11月7日 - 2017年9月29日）。氷川きよし with コケッコ組名義
- 雷鳴 - 歴史シミュレーションゲーム「信長の野望・新生」（2022年7月21日発売）エンディングテーマ曲。また、氷川をモデルにしたオリジナルキャラの戦国武将がゲーム内に登場する[55][56]

## 受賞歴

### 歌謡分野
2000年：歌唱曲『箱根八里の半次郎』
- 第42回日本レコード大賞・最優秀新人賞
- 第33回日本有線大賞・最優秀新人賞
- 全日本有線放送大賞・最優秀新人賞
- ゴールデン・アロー賞・音楽新人賞／最優秀新人賞
- 日本作詩大賞・大賞 - （実際は作詞した松井由利夫が受賞したが、デビュー曲が受賞したのは史上初）

2001年：歌唱曲『大井追っかけ音次郎』
- 第43回日本レコード大賞・金賞
- 第34回日本有線大賞・有線音楽優秀賞
- オールジャパンリクエストアワード（旧全日本有線放送大賞）・ゴールデンアーティスト賞

2002年：歌唱曲『きよしのズンドコ節』・『星空の秋子』
- オールジャパンリクエストアワード・グランプリ（演歌・歌謡曲部門）
- 第44回日本レコード大賞・金賞
- 第35回日本有線大賞・有線音楽優秀賞

2003年：歌唱曲『白雲の城』
- 第36回日本有線大賞
- ベストヒット歌謡祭（旧全日本有線放送大賞）・グランプリ連覇（演歌・歌謡曲部門）
- 第45回日本レコード大賞・最優秀歌唱賞
- ゴールデン・アロー賞・音楽賞／大賞
- 東西有線大賞独占V1達成

2004年：歌唱曲『きよしのドドンパ』・『番場の忠太郎』
- 第37回日本有線大賞連覇
- ベストヒット歌謡祭・グランプリ3連覇（演歌・歌謡曲部門）
- 第46回日本レコード大賞・金賞
- 東西有線大賞独占V2達成

2005年：歌唱曲『初恋列車』・『面影の都』
- ベストヒット歌謡祭・グランプリ4連覇 - （演歌・歌謡曲部門、4連覇達成は浜崎あゆみに次いで史上2人目）
- 第38回日本有線大賞 3連覇 - （この受賞でテレサ・テンに次いで2人目、男性歌手としては初めての東西有線大賞3連覇達成）
- 第47回日本レコード大賞・金賞

2006年：歌唱曲『一剣』
- 第48回日本レコード大賞

2007年：歌唱曲『あばよ』・『きよしのソーラン節』
- 第40回日本有線大賞
- 第49回日本レコード大賞・金賞

2008年：歌唱曲『玄海船歌』・『哀愁の湖』
- 第41回日本有線大賞・有線音楽優秀賞
- 第50回日本レコード大賞・優秀作品賞

2009年：歌唱曲『ときめきのルンバ』
- 第42回日本作詩大賞
- 第42回日本有線大賞
- 第51回日本レコード大賞・優秀作品賞

2010年：歌唱曲『虹色のバイヨン』
- 第43回日本有線大賞
- 第52回日本レコード大賞・優秀作品賞

2011年：歌唱曲『情熱のマリアッチ』
- 第44回日本有線大賞・有線音楽優秀賞
- 第53回日本レコード大賞・優秀作品賞

2012年：歌唱曲『櫻』
- 第45回日本有線大賞
- 第54回日本レコード大賞・優秀作品賞

2013年：歌唱曲『満天の瞳』
- 第46回日本有線大賞
- 第55回日本レコード大賞・優秀作品賞

2014年：歌唱曲『ちょいと気まぐれ渡り鳥』
- 第47回日本有線大賞・有線音楽優秀賞
- 第56回日本レコード大賞・優秀作品賞・編曲賞

2015年：歌唱曲『男花』『愛しのテキーロ』
- 第48回日本有線大賞・有線音楽優秀賞
- 第57回日本レコード大賞・優秀作品賞

2016年：歌唱曲『みれん心』
- 第49回日本有線大賞・有線音楽優秀賞
- 第58回日本レコード大賞・優秀作品賞

2017年：歌唱曲『男の絶唱』
- 第50回日本有線大賞・日本有線大賞
- 第59回日本レコード大賞・優秀作品賞

2018年：歌唱曲『勝負の花道』
- 第60回日本レコード大賞・優秀作品賞

2019年：歌唱曲『大丈夫』『最上の船頭』
- 第1回日本演歌歌謡大賞・大賞[57]
- 第61回日本レコード大賞・優秀作品賞

2019年：歌唱曲『限界突破×サバイバー』
- 第61回日本レコード大賞・作曲賞（実際は作曲した岩崎貴文が受賞）

### その他
- 国際宝飾展『第14回日本ジュエリーベストドレッサー賞』 男性部門（2003年）
- 日本ジーンズ協議会『第22回ベストジーニスト』 一般選出部門（2005年）[58]
- デジタルメディア協会『デジタル・コンテンツ・オブ・ジ・イヤー'19／第25回AMDアワード』年間コンテンツ賞「優秀賞」（2020年、歌唱曲『限界突破×サバイバー』に対して）[59]

## 出演

### NHK紅白歌合戦出場歴
2000年より23回連続出場。白組歌手では五木ひろし（50年連続）・森進一（48年連続）・細川たかし（32年連続）・三波春夫（29年連続）・北島三郎（27年連続）・フランク永井（26年連続）・TOKIO（24年連続）に次ぐ、歴代7位タイの記録である（紅組歌手も含めると史上13位）。第59回（2008年）では、自身唯一の紅白大トリ（白組トリ）を務めた。
| 年度   | 放送回 | 回 | 曲目                                             | 備考                                  |
| ------ | ------ | -- | ------------------------------------------------ | ------------------------------------- |
| 2000年 | 第51回 | 初 | 箱根八里の半次郎                                 |                                       |
| 2001年 | 第52回 | 2  | 大井追っかけ音次郎                               |                                       |
| 2002年 | 第53回 | 3  | きよしのズンドコ節                               | 後半トップバッター                    |
| 2003年 | 第54回 | 4  | 白雲の城                                         | トリ前                                |
| 2004年 | 第55回 | 5  | 番場の忠太郎                                     |                                       |
| 2005年 | 第56回 | 6  | 面影の都                                         |                                       |
| 2006年 | 第57回 | 7  | 一剣                                             |                                       |
| 2007年 | 第58回 | 8  | きよしのソーラン節 YOSAKOIソーラン紅白スペシャル |                                       |
| 2008年 | 第59回 | 9  | きよしのズンドコ節（2回目）                      | 大トリ                                |
| 2009年 | 第60回 | 10 | ときめきのルンバ                                 |                                       |
| 2010年 | 第61回 | 11 | 虹色のバイヨン                                   | トリ前（2）                           |
| 2011年 | 第62回 | 12 | 情熱のマリアッチ                                 |                                       |
| 2012年 | 第63回 | 13 | 櫻                                               |                                       |
| 2013年 | 第64回 | 14 | 満天の瞳                                         |                                       |
| 2014年 | 第65回 | 15 | ちょいときまぐれ渡り鳥                           |                                       |
| 2015年 | 第66回 | 16 | 男花                                             |                                       |
| 2016年 | 第67回 | 17 | 白雲の城（2回目）                                | トリ前（3） 熊本城から中継で出演      |
| 2017年 | 第68回 | 18 | きよしのズンドコ節（3回目）                      | トリ前（4）                           |
| 2018年 | 第69回 | 19 | 勝負の花道 〜世界に響く和太鼓SP〜                |                                       |
| 2019年 | 第70回 | 20 | 紅白限界突破スペシャルメドレー                   | トリ前（5）                           |
| 2020年 | 第71回 | 21 | 限界突破×サバイバー（2回目）                     | トリ前（6）                           |
| 2021年 | 第72回 | 22 | 歌は我が命                                       |                                       |
| 2022年 | 第73回 | 23 | 限界突破×サバイバー（3回目）                     | 特別企画での出場 活動休止前最後の出場 |
| 2024年 | 第75回 | 24 | 白雲の城（3回目）                                | 特別企画での出場 活動再開後初の出場   |

### 映画
- ウルトラマンメビウス&ウルトラ兄弟（2006年、松竹） - 応援する市民 役

### テレビドラマ
- 水戸黄門 第31部 第22話「陰謀渦巻く福岡城 -下関・博多-」（2003年3月24日、TBS・C.A.L） - 音次郎 役
- 連続テレビ小説　まんてん（2002年 - 2003年、NHK総合[62]） - 日高英雄 役
- 月曜ミステリー劇場 （TBS）
  - 女三人乱れ咲き！ 氷川きよし追っかけツアー殺人事件（2003年8月18日） - 氷川きよし（本人） 役
  - 恋する京女将 音姫千尋の事件簿（2003年 - 2004年） - 山田一郎 役
- お耳に合いましたら。 最終話（2021年9月30日、テレビ東京） - 氷川きよし（本人） 役[63]

### CM・広告
- 大鵬薬品 「チオビタドリンク」
- タイトー 「電車でGO!」旅情編
- ハウス食品
  - 黒豆ココア
  - うまかっちゃん（西日本限定）
  - 極つゆらーめん（えなりかずきと共演）
- 日本赤十字社
- ケイ・オプティコム 「eoホームファイバー」
- ライオン
  - ブルーダイヤ（2003年5月 - 2005年3月）
  - チャーミーリブ（2006年 - 2007年）
- ハートフォード生命保険株式会社 「年金の達人」
- アサヒビール 「五年熟成した梅酒」 ソーダ割り
- ニッカウヰスキー 「大五郎」
- 春日井製菓 「黒あめ」
- 白鶴酒造 「白鶴まる」
- 池田模範堂 「液体ムヒ」「ムヒアルファ」シリーズ（2004年 - 2009年）
- かねふく 「辛子明太子」（2015年から「めんたいパーク」のCMにも出演）
- タマホーム 『ハッピーソング 氷川きよしロック篇』（2019年7月）[64]、『ハッピーソング 氷川きよし盆踊り篇』（2019年8月）
- エックスモバイル
  - 「プレゼン」篇、「スゴい電話」篇、「限界突破WiFi」篇（2019年10月 - ）
  - 「スマートWi-Fi」（2021年10月 - ）
- NBS「インタビュー」篇（2022年4月 - ）[65]
- メビウス製薬「SIMIUS」「自分らしい肌を、シミウスで叶える」篇（2022年5月 - ）[66]
- アース製薬「アースジェット プロプレミアム」「人生1度」篇（2023年4月 - ）[67]

### 情報・バラエティ番組
- 旅の香り（テレビ朝日）
- たけしの誰でもピカソ（テレビ東京、不定期）
- トナリの悩みの解決人（2003年 - 2004年、日本テレビ）
- 月曜劇場・きよしとこの夜（2005年4月 - 6月・10月 - 12月放送、NHK総合）
- NHK青春メッセージ（NHK総合・ラジオ第1） ※2002年に司会
- 趣味の園芸「氷川きよし グリーンサムへの12か月」（2021年4月 - 2022年3月、NHK教育にて毎月1回放送）

### ラジオ番組
- 氷川きよしの箱根八里の二時半次郎（2000年10月 - 2002年3月、文化放送ほか）
- えなりと氷川 みんなのミカタ（2002年4月 - 9月、TBSラジオ）
- ズンドコサンデー あっぱれきよし!（2002年4月 - 2008年3月、文化放送ほか）
- 氷川きよし節→氷川きよし 限界突破RADIO（2008年4月 - 2022年12月、文化放送ほか）
- 氷川きよし KIINA’S RADIO（2025年2月4日、文化放送）

### イベント
- とびうめ国文祭（2004年）
- Animelo Summer Live 2017 -THE CARD-（2017年）
- Animelo Summer Live 2019 -STORY-（2019年）
- ガラ・コンサート「LIFE IS BEAUTIFUL」〜平和の尊さを 未来へ〜（2025年）[68]
- 〜松本 隆 作詞活動55周年記念 オフィシャル・プロジェクト〜 風街ぽえてぃっく2025 第二夜：街編（2025年公演予定）[69]

### アニメ
- ドラゴンボール超 第115話（2017年11月12日、フジテレビ） - 本人 役 ※「今週の見どころ紹介」コーナーに登場[70]

### インターネット配信
- 氷川きよし kiiのおかえりごはん（2021年7月5日 - 、Spotify）※テレビドラマ「お耳に合いましたら。」（2021年7月9日 - 9月30日、テレビ東京）と連動企画[71][72]。ドラマ最終話に氷川も本人役で出演[73]

## 雑誌
- 漫画「氷川きよし物語」（雑誌「ザッピィ」2004年6月号・綴込み掲載、作画：大沢美月）
- 連載「ドキュメント氷川きよし」（oricon style）

## 書籍

### 写真集
- Kiyoshing 1st -氷川きよし写真集（2001年11月21日、主婦と生活社）
- 氷川きよし写真集 HIKAWA KIYOSHI 7th Anniversary（2007年1月1日、KANSHA）
- Kiyoseason -氷川きよしフォトエッセイ（2008年5月1日、主婦と生活社） - フォトエッセイ集
- 氷川きよしOTAKARA写真館（2009年2月1日、鹿砦社）
- 氷川きよし写真集 KIYOSecret（2012年12月7日、主婦と生活社）
- 氷川きよし写真集 kii-natural（2020年6月26日、主婦と生活社）

### 関連本
- 氷川きよし（別冊トップランナー）（2002年8月1日、KTC中央出版）
- 氷川本 もっと！氷川きよし（2003年1月1日、オリコン・エンターテイメント）
- 氷川きよし -素顔の青春（2003年3月1日、コアハウス、著：吹上流一郎）
- 氷川きよし -わたしはあきらめない（2003年6月1日、KTC中央出版、編集：NHK「わたしはあきらめない」制作班）
- 旅の香り時の遊び -小さな小さなふれあい旅 氷川きよしの東京案内（2003年9月1日、 テレビ朝日事業局コンテンツ事業部）
- 氷川きよし〜東京おいひい編（2004年11月3日、テレビ朝日）
- きよしへ 氷川きよし博多純情ものがたり（2004年5月14日、アールズ出版、著：本間繁義）
- 翔 氷川きよし物語（2005年1月1日、セントラルSOG、著：博多音楽サークル）